# 이탈리아의 유로 주화
이탈리아의 유로 주화는 각 서로 동전마다 다른 8개의 디자인을 사용하고 있다. 주화에는 유럽 연합의 상징인 12개의 별과 발행 연도 그리고 이탈리아의 공식 명칭인 "이탈리아 공화국"(이탈리아어: Repubblica Italiana)을 뜻하는 이탈리아어 약칭인 "RI"가 쓰여져 있다. 1유로센트부터 2유로 주화는 다음 디자이너들이 제작했다.
- 1유로센트 주화: 에우제니오 드리우티 (이탈리아어: Eugenio Driutti)
- 2유로센트 주화: 루치아나 데 시모니 (이탈리아어: Luciana De Simoni)
- 5유로센트 주화: 에토레 로렌초 프라피치니 (이탈리아어: Ettore Lorenzo Frapiccini)
- 10유로센트 주화: 클라우디아 모모니 (이탈리아어: Claudia Momoni)
- 20유로센트 주화: 마리아 안젤라 카솔 (이탈리아어: Maria Angela Cassol)
- 50유로센트 주화: 로베르토 마우리 (이탈리아어: Roberto Mauri)
- 1유로 주화: 라우라 크레타라 (이탈리아어: Laura Cretara)
- 2유로 주화: 마리아 카르멜라 콜라네리 (이탈리아어: Maria Carmela Colaneri)

## 이탈리아의 유로 주화 디자인
| € 0.01                                            | € 0.02                                                     | € 0.05                       |
| ------------------------------------------------- | ---------------------------------------------------------- | ---------------------------- |
|                                                   |                                                            |                              |
| 안드리아의 몬테 성                                | 토리노의 몰레 안토넬리아나                                 | 로마의 콜로세움              |
| € 0.10                                            | € 0.20                                                     | € 0.50                       |
|                                                   |                                                            |                              |
| 산드로 보티첼리의 그림 《비너스의 탄생》          | 움베르토 보초니의 조각 《공간에서의 독특한 형태의 연속성》 | 마르쿠스 아우렐리우스 기마상 |
| € 1.00                                            | € 2.00                                                     | € 2 주화 모서리              |
|                                                   |                                                            | 2와 별 2개                   |
| 레오나르도 다 빈치의 그림 《비트루비우스적 인간》 | 라파엘로 산치오가 그린 단테 알리기에리의 초상화            |                              |